# Los Naranjos, San Jerónimo Tecóatl
Los Naranjos är en ort i Mexiko.   Den ligger i kommunen San Jerónimo Tecóatl och delstaten Oaxaca, i den sydöstra delen av landet, 270 km sydost om huvudstaden Mexico City. Los Naranjos ligger 1 897 meter över havet och antalet invånare är 328.
Terrängen runt Los Naranjos är huvudsakligen kuperad, men söderut är den bergig. Runt Los Naranjos är det tätbefolkat, med 369 invånare per kvadratkilometer. Närmaste större samhälle är Huautla de Jiménez, 10,1 km öster om Los Naranjos. I omgivningarna runt Los Naranjos växer i huvudsak städsegrön lövskog.